# Onze-Lieve-Vrouwekerk (Oudenburg)
De Onze-Lieve-Vrouwekerk is een kerkgebouw in de Belgische gemeente Oudenburg, toegewijd aan Onze-Lieve-Vrouw.

## Geschiedenis
In de 10e eeuw werd de eerste bidplaats van Oudenburg gebouwd. Het was waarschijnlijk een houten zaalkerk die in bezit was van de bisschop van Noyon-Doornik. In 1054-1070 werd de ondertussen vervallen houten kerk vervangen door de stenen Sint-Pieterskerk. Voor de bouw van deze kerk werden onder meer restanten gebruikt van het Romeinse castellum, die vele eeuwen voorheen Oudenburg al op de kaart had gezet. 
Rond 1084 kwam Arnoldus van Soissons, bisschop van Soissons, naar Oudenburg en hij stichtte er de Sint-Pietersabdij. De bestaande Sint-Pieterskerk in het centrum van Oudenburg werd verplaatst naar de abdij. De bouw van een nieuwe parochiekerk liet niet lang op zich wachten. Hij werd gebouwd in de Mariastraat, waar ook de huidige kerk zich bevindt. De kerk werd toegewijd aan Onze-Lieve-Vrouw.
In de tweede helft van de 19e eeuw was een Oudenburg een bloeiende stad. Hoewel de toenmalige Onze-Lieve-Vrouwekerk al vele keren opgelapt en uitgebreid was, raakte hij stilaan een vervallen gebouw. Er werd dan ook besloten om de een nieuwe parochiekerk te bouwen. Deze werd in 1867 ontworpen door architect Pierre Buyck. De nieuwe kerk heeft de kenmerken van de neogotische stijl: een Latijns kruis als grondplan, steunberen, pinakels, spitsbogen en roosvensters.
De H. Arnoldus was aanwezig in de kerk. Er staat een schrijn van hem; in de glasramen worden taferelen uit het leven van Arnoldus afgebeeld. Ook in het beeldhouwwerk van een zijaltaar wordt hij afgebeeld. De vele andere abten die de abdij van St.-Pieters in Oudenburg door de eeuwen heen hebben geleid worden niet vergeten. Hun wapenschilden werden op de muren van de middenbeuk aangebracht. Daarnaast vinden we nog een devotiebeeld van de Onze-Lieve-Vrouw van Foy uit de 15e eeuw.
Als een van de weinige kerken in Vlaanderen werd de kerk naar het westen georiënteerd. Dit om de eenvoudige reden dat het portaal op die manier naar de Mariastraat gericht was.

## Galerij

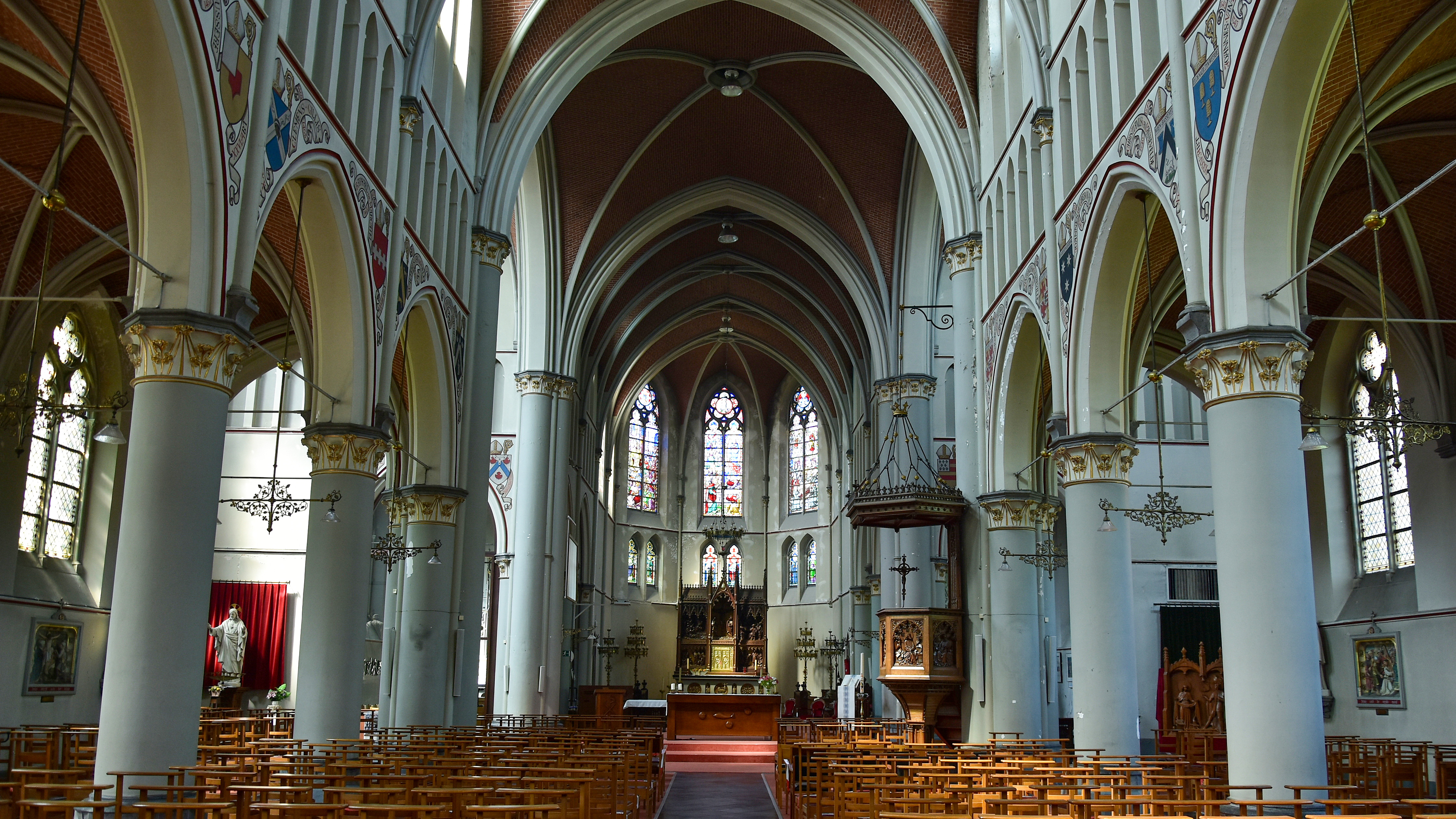
Kerkschip
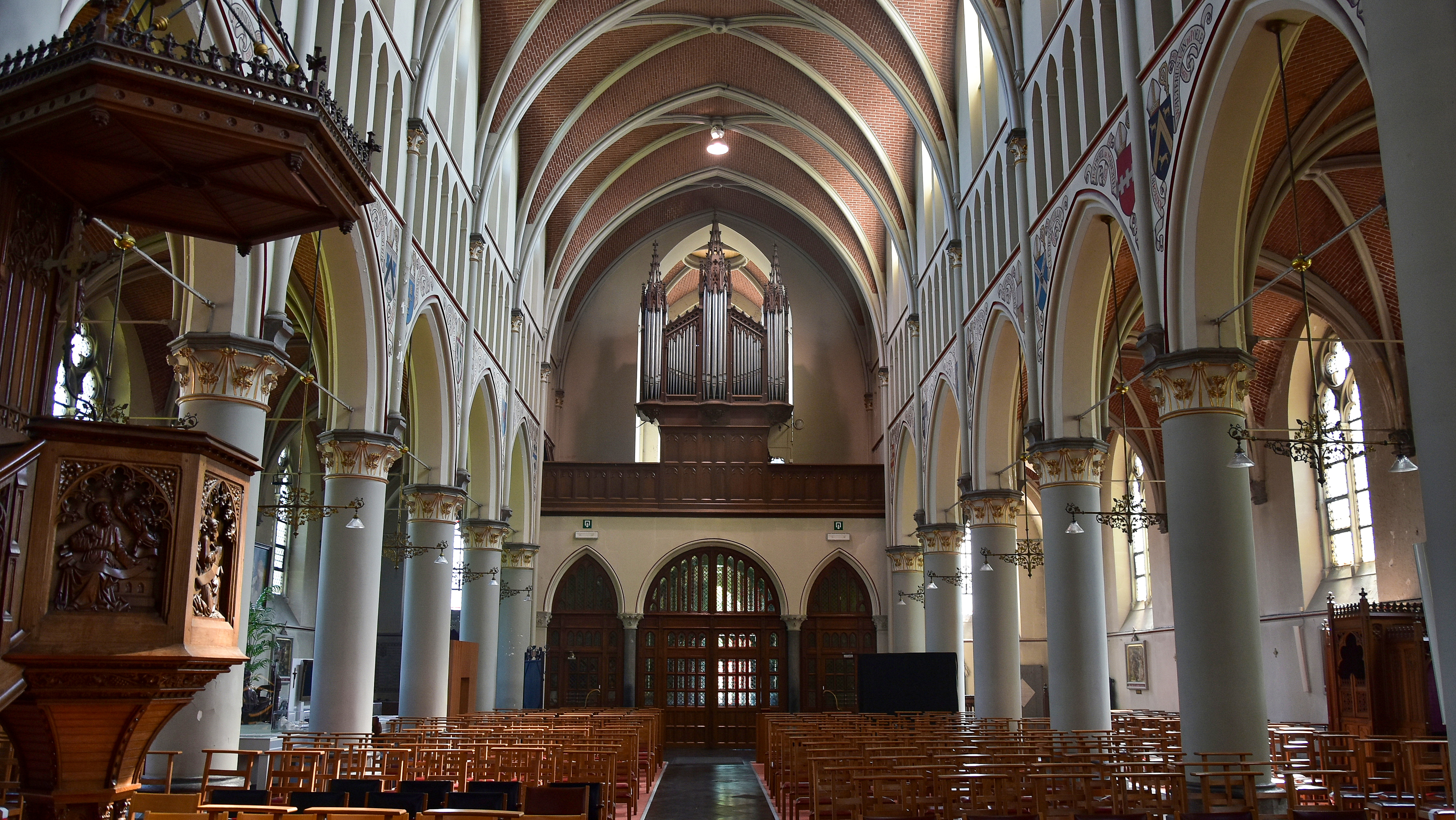
Achterzijde met kerkorgel